# 02 Panic Room
02 Panic Room – singel warszawskiego zespołu Riverside wydany 10 czerwca 2007.

## Opis
Zawiera 3 nowe, studyjne utwory oraz jeden remiks. Utwór tytułowy pochodzi z pełnej płyty Rapid Eye Movement, która ukazała się we wrześniu 2007. Singiel spotkał się z ciepłym przyjęciem ze strony portali branżowych oraz fanów, o czym świadczy rozejście się wydawnictwa w nakładzie przekraczającym 10 000 egzemplarzy i nadanie mu 12 marca 2008 statusu złotej płyty (pierwszy singiel w Polsce, który otrzymał taki status). Na sukces wydawnictwa wpływ miała też cena (ok. 5 zł). Utwór Back To The River zawiera wpleciony cytat z utworu Shine on You Crazy Diamond zespołu Pink Floyd.

## Lista utworów
1. „02 Panic Room” (muz. Riverside, słowa: Duda) – 3:54
2. „Lucid Dream IV” (muz. Riverside, słowa: Duda) – 4:34
3. „Back To The River” (muz. Riverside, słowa: Duda) – 6:30
4. „02 Panic Room” (remix) (muz. Riverside i Robert & Magda Strzedniccy, słowa: Duda) – 3:23

## Twórcy
- Mariusz Duda – śpiew, gitara basowa, słowa
- Piotr Grudziński – gitara
- Piotr Kozieradzki – perkusja
- Michał Łapaj – instrumenty klawiszowe
- Travis Smith – oprawa graficzna